# Кубок Президента ФФАС з футболу
Кубок Президента ФФАС з футболу (англ. FFAS President's Cup) — футбольне змагання, яке щорічно проводить Футбольна асоціація Американського Самоа серед футбольних клубів Американського Самоа.

## Історія
У 2010 році провели перший розіграш вище вказаного турніру, проводився за системою прямого вибуття. У турнір мають право брати участь усі зацікавлені клуби, оскільки це відкритий турнір.
Турнір створили з метою популяризації футболу в Американському Самоа з іншим форматом змагань і для активізації футболістів.

## Переможці та фіналісти
| Сезон | Переможець     | Результат     | Фіналіст      |
| ----- | -------------- | ------------- | ------------- |
| 2010  | «Вайлойтай Юз» | 3 - 2         | «Лайон Гарт»  |
| 2011  | Не проводився  | Не проводився | Не проводився |
| 2012  | «Тапутіму Юз»  | 1 - 0         | «Лайон Гарт»  |
| 2013  | СКБК           | 3 - 2         | Тапатіму Юз   |
| 2014  | «Утулей Юз»    | 2 - 1         | «Лайон Гарт»  |

## Перемоги по клубах
| Клуб           | Титули | Роки перемог |
| -------------- | ------ | ------------ |
| «Вайлойтай Юз» | 1      | 2010         |
| «Тапутіму Юз»  | 1      | 2012         |
| СКБК           | 1      | 2013         |
| «Утулей Юз»    | 1      | 2014         |